# Onewe
Onewe (кор. 원위; стилизуется как ONEWE; читается как Ванви) — южнокорейская альтернативная рок-группа, состоящая из пяти участников: Ёнхуна, Харина, Канхёна, Донмёна и Киа.
Первоначально группа была сформирована под названием M. A. S 0094 (Make a Sound 0094), который состоял из тех же пяти участников. Они выпустили цифровой сингл «Butterfly, Find a Flower» 13 августа 2015 года под Modern Music. Позже они выпустили два мини-альбома, которые были их последним релизом как M. A. S 0094.
В июне 2017 года они подписали контракт с RBW и были переименованы в MAS. В июне 2018 года было объявлено, что группа вновь выступит под новым названием ONEWE. Группа официально дебютировала 13 мая 2019 года со своим первым сингловым-альбомом 1/4.

## Название
Onewe состоит из сочетаний слов «We» (рус. «Мы»), что означает «We Shine On You» (рус. «Мы светим для вас»), и «One», говорящее об «одном целом». Смысл названия заключается в единой силе, что они (включая фанатов) способны создать.

## Карьера

### 2015—2016: Формирование и дебют
Образованная в мае 2015 года, M. A. S 0094 были независимой группой, которые публично исполняли известные песни, а вся прибыль уходила к благотворительным организациям и на пожертвования, в числе которых были для «Женщин для утешения». 13 августа 2015 года они выпустили цифровой сингл «Butterfly, Find a Flower».
M. A. S 0094 выпустили свой первый мини-альбом, Feeling Good Day, 25 марта 2016 года. Альбом содержит шесть треков, включая ведущий сингл «Feeling Good» и их цифровой сингл «Butterfly, Find a Flower», который был выпущен ранее.
Они официально дебютировали 2 августа со своей песней «After 15 Seconds», которая была исполнена на музыкальной программе The Show.
31 декабря они были единственным корейским артистами, принявшими участие, и выступили в финале новогоднего концерта Hello Starlight Forest, который состоялся в Чанша, Китай.
В это время у них было два фан-митинга. MAS 0094 Solo Concert «MAS in Wonderland» (2016) и «MAS 0094 Valentines + 200 Days Concert» (2017).
Название MAS 0094 произошло от аббревиатуры «Make a Sound» (на рус. «Создавать звук»), а окончание «0094» означает года рождения самого старшего и младшего участников.

### 2017—2018:Make Some Noiseшоу на выживание и ребрендинг как Onewe
1 января 2017 года M. A. S 0094 выступили в качестве сессионной группы для выступления Mamamoo во время песенного фестиваля KBS 2016 года.
6 января группа выпустила свой второй мини-альбома Make Some Noise. Альбом содержит шесть треков, включая ведущий сингл «Make Some Noise» и «Starlight».
В апреле 2017 года Донмён представлял RBW в реалити-шоу на выживание Produce 101 2. Позже Донмён занял 68-е место в 5 эпизоде.
27 мая Modern Music опубликовали заявление в фан-кафе, в котором говорилось, что группа переходит к RBW. 9 июня RBW подтвердили, что группа подписала контракт с новым названием MAS.
МАС участвовал в реалити-шоу The Unit в октябре 2017 года. В 7-м эпизоде был исключен весь состав. Донмён добрался до финала, где позже был исключен (16-е место).
В декабре 2017 года MAS присоединился к пре-дебютному проекту RBW  RBW Trainee Real Life – We Will Debut вместе с пре-дебютной командой (позже Oneus). Позже они провели концерт для второго сезона проекта под названием We Will Debut Chapter 2 – Special Party.
В июне 2018 года RBW сообщил, что MAS вновь дебютирует под названием Onewe.
27 сентября они выпустили пре-дебютный сингл и «Last Song» под именем Oneus.
23 декабря они провели рождественский концерт под названием «Studio We : Live #1».

### 2019: Ре-дебют и дебют в Японии
13 мая 2019 года группа дебютировала с сингл-альбомом 1/4, заглавной песней которого стала «Reminisce About All».
Они дебютировали в Японии 7 июня, выпустив инди-сингл, содержащий японские версии песен, включенных в 1/4. Он вошел в Топ-10 самых продаваемых японских синглов Tower Records, выпущенных корейскими исполнителями за первую половину 2019 года. Позже они провели свой 1-й японский мини-концерт「~PROLOGUE~」8 июня.
30 июня они провели мини-концерт под названием «Studio We : Live #2» The Name of the Star I Live On.
29 августа группа выпустила свой второй сингл 2/4 с их ведущим синглом «Regulus». В тот же день ONEWE выступили на M Countdown.
13 октября они провели мини-концерт под названием «Studio We : Live #3» Fallin’ Good Day»
29 декабря они провели рождественский мини-концерт под названием «Studio We : Live #4» My Own Band Room».

### 2020:One
2 апреля группа выпустила свой третий сингловый-альбом 3/4 с заглавным треком «Q» с участием Хвасы из MAMAMOO.
Первый полноформатный альбом Onewe, One был выпущен 26 мая, он состоял из треков с их предыдущих релизов вместе с тремя новыми песнями, включая заглавный трек «End of Spring».
12 сентября Onewe провели свой первый концерт в прямом эфире под названием  «O! NEW E!volution».
24 сентября группа выпустила свой первый демо-альбом Studio We: Recording с их ведущим синглом «Parting».
13-14-15 ноября они провели онлайн-мини-концерт под названием «Studio We : Live #5» A Moment in Full Bloom Under Two Starlights.
11 декабря группа выпустила свой четвертый сингловый-альбом Memory: Illusion с их ведущим синглом  «A Book in Memory».

### 2021:Planet Nine: Alter Ego
23-24 января они провели онлайн-мини-концерт под названием «Studio We : Live #6» ONEWE? or ONEWE!.
16 июня Onewe выпустили свой первый мини-альбом Planet Nine: Alter Ego со своим ведущим синглом «Rain To Be».
2022: Planet Nine : Voyager
4 января группа выпустила мини-альбом с "Universe_" в качестве титульного трека. Всего в альбоме 6 треков. Продолжительность альбома 22:36.
2023: Gravity, сольный дебют Гиука, XOXO
28 января группа выпустила свой первый полноформатный англоязычный альбом Gravity с одноимённым ведущим синглом. Песня и альбом были написаны и подготовлены Ёнхуном и Канхёном для группы до их зачисления в армию.
9 марта RBW объявили, что Гиук больше не будет выступать под сценическим именем CyA и будет использовать свое настоящее имя Гиук для всех официальных мероприятий в будущем.
Giuk официально дебютировал соло 20 апреля со своим первым EP Psycho Xybernetics: Turn Over и ведущим синглом "Time Machine (2020)", которому предшествовал его первый сольный концерт Prologue: Turn Over, состоявшийся 8 и 9 апреля.
21 августа Onewe объявили, что 29 августа они выпустят свой второй специальный альбом XOXO. Альбом содержит две песни: «Salty Boy» участников Донмёна и Гиука и «Omnipresent» участников Харина и Гиука.
15 ноября Giuk совершил сольное возвращение со своим вторым EP Rise Waves и ведущим синглом «Scratch». В преддверии выпуска альбома он дал сольный концерт «Flight1112», который состоялся 12 ноября.

## Участники
| Сценический псевдоним | Сценический псевдоним | Настоящее имя | Настоящее имя | Дата рождения | Позиция в группе                   |
| Основной              | Другой                | На русском    | Хангыль       | Дата рождения | Позиция в группе                   |
| --------------------- | --------------------- | ------------- | ------------- | ------------- | ---------------------------------- |
| Ёнхун                 | Yonghoon              | Джин Ён Хун   | 진용훈        | 17.08.1994    | Лидер, главный вокалист            |
| Канхён                | Kanghyun              | Кан Хён Гу    | 강현구        | 24.11.1998    | Гитарист                           |
| Харин                 | Harin                 | Джу Ха Рин    | 주하린        | 29.03.1998    | Барабанщик                         |
| Донмён                | Dongmyeong            | Сон Дон Мён   | 손동명        | 10.01.2000    | Вокалист, клавишник, вижуал        |
| Киа                   | CyA                   | Ли Ги Ук      | 이기욱        | 24.01.2000    | Главный рэпер, бас-гитарист, макнэ |

## Дискография

### Студийные альбомы
- One (2020)
- GRAVITY (2023)

### Мини-альбомы
- Planet Nine : Alter Ego (2021)
- Planet Nine : Voyager (2022)
- Planet Nine : ISOTROPY (2024)